# Loreto (Marken)
Loreto ist eine italienische Gemeinde mit 12.978 Einwohnern (Stand 31. Dezember 2013) in den Marken, etwa 20 km südöstlich von Ancona.
Die Nachbargemeinden sind Castelfidardo, Porto Recanati (MC) und Recanati (MC).

## Geographie
Loreto liegt am rechten Ufer des Flusses Musone an den Ausläufern des Gran-Sasso-Gebirges, und 22 Kilometer mit der Bahn südsüdöstlich von Ancona. Wie viele Orte in den Marken bietet es eine gute Aussicht von den Apenninnen bis zur Adria. 

## Wallfahrtsort

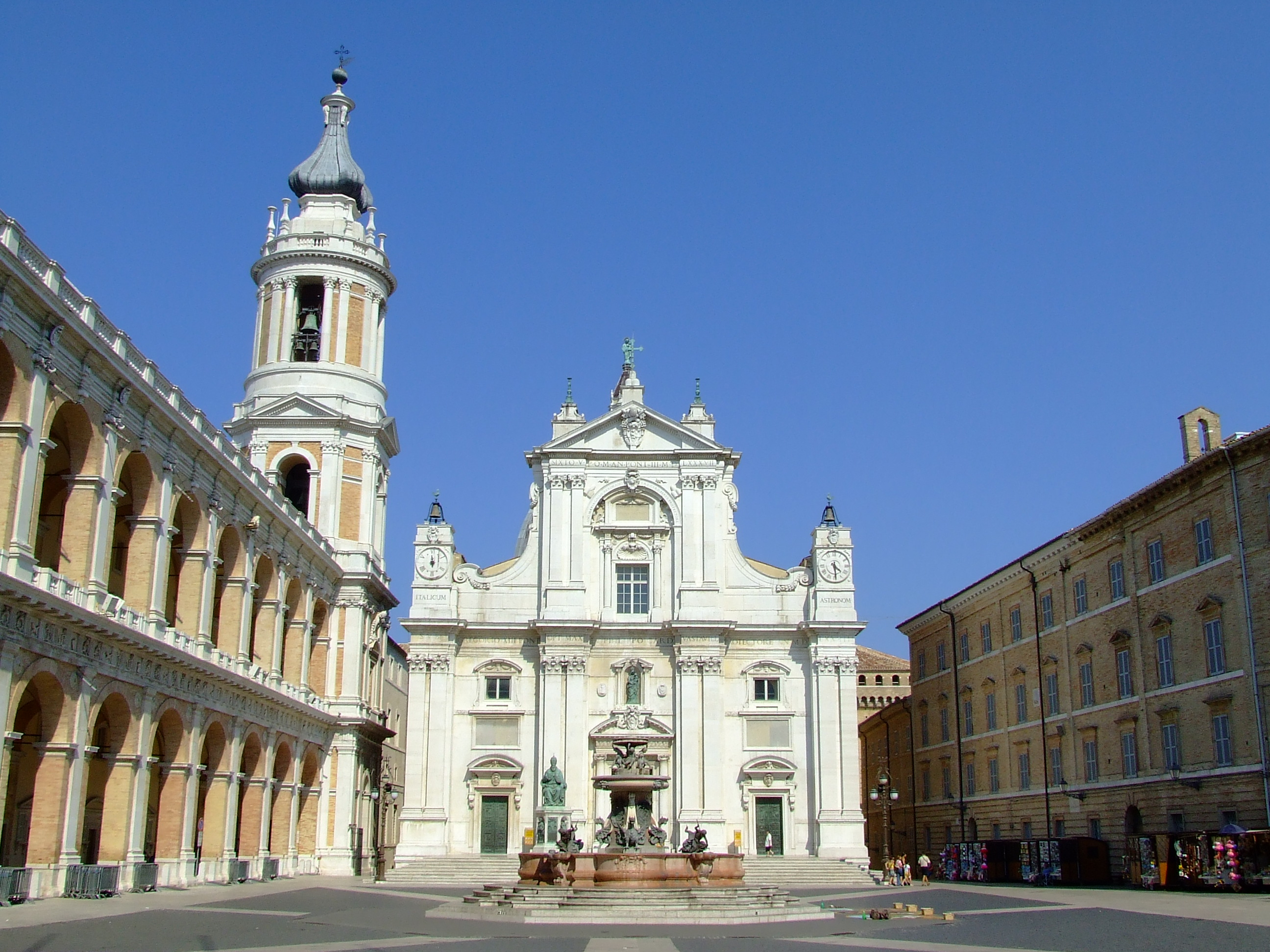
Loreto, Basilika

Nach dem Petersdom in Rom ist Loreto der zweitwichtigste Wallfahrtsort in Italien und einer der wichtigsten der katholischen Welt. Die Basilika vom Heiligen Haus beinhaltet die Santa Casa, der Legende nach das Heilige Haus von Nazareth, in dem Maria aufwuchs und die Verkündigung des Herrn empfing. Es soll von Engeln nach Loreto getragen worden sein.
Der Ort wurde zum Namensgeber zahlreicher kirchlicher Gebäude, auch geographischer Gegebenheiten, zum Beispiel für die Lorettoberge in Freiburg und in Konstanz. Im deutschen Sprachraum gibt es zahlreiche Loreto-Kapellen, die dem Heiligen Haus von Loreto nachempfunden sind.
Zu den Kunstschätzen der Basilika gehören eine Schwarze Madonna sowie bedeutende Werke von Melozzo da Forlì, Andrea Sansovino und Luca Signorelli.

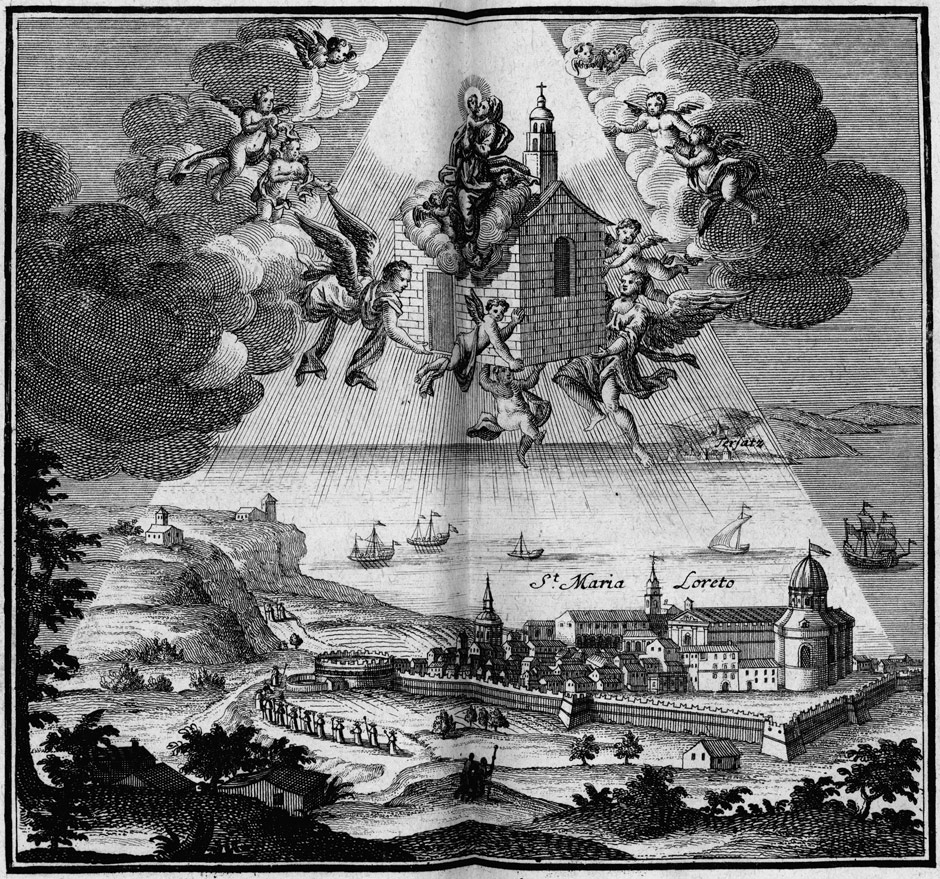
Loreto auf einer Illustration von 1725
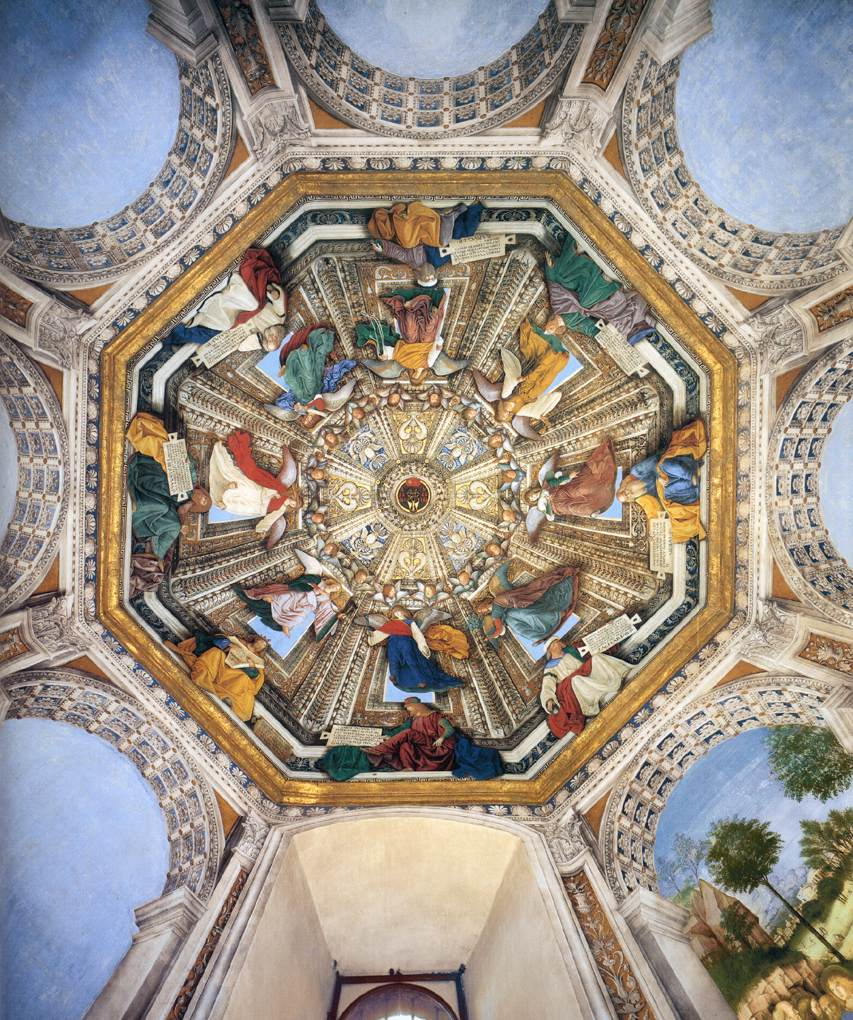
Blick in die Kuppel, Fresken von Melozzo da Forlì (1477/79)
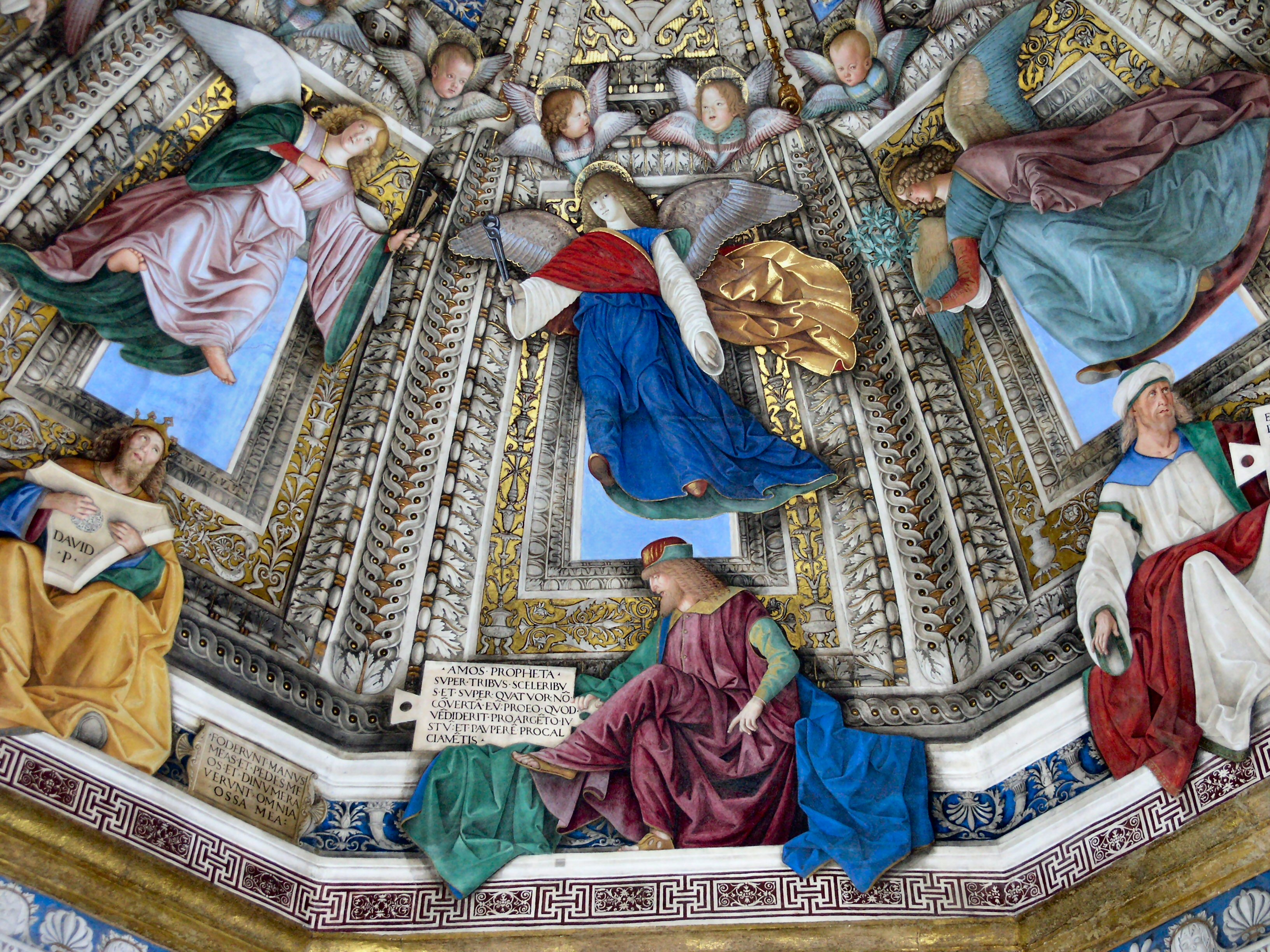
Ausschnitt aus dem Kuppelfresko
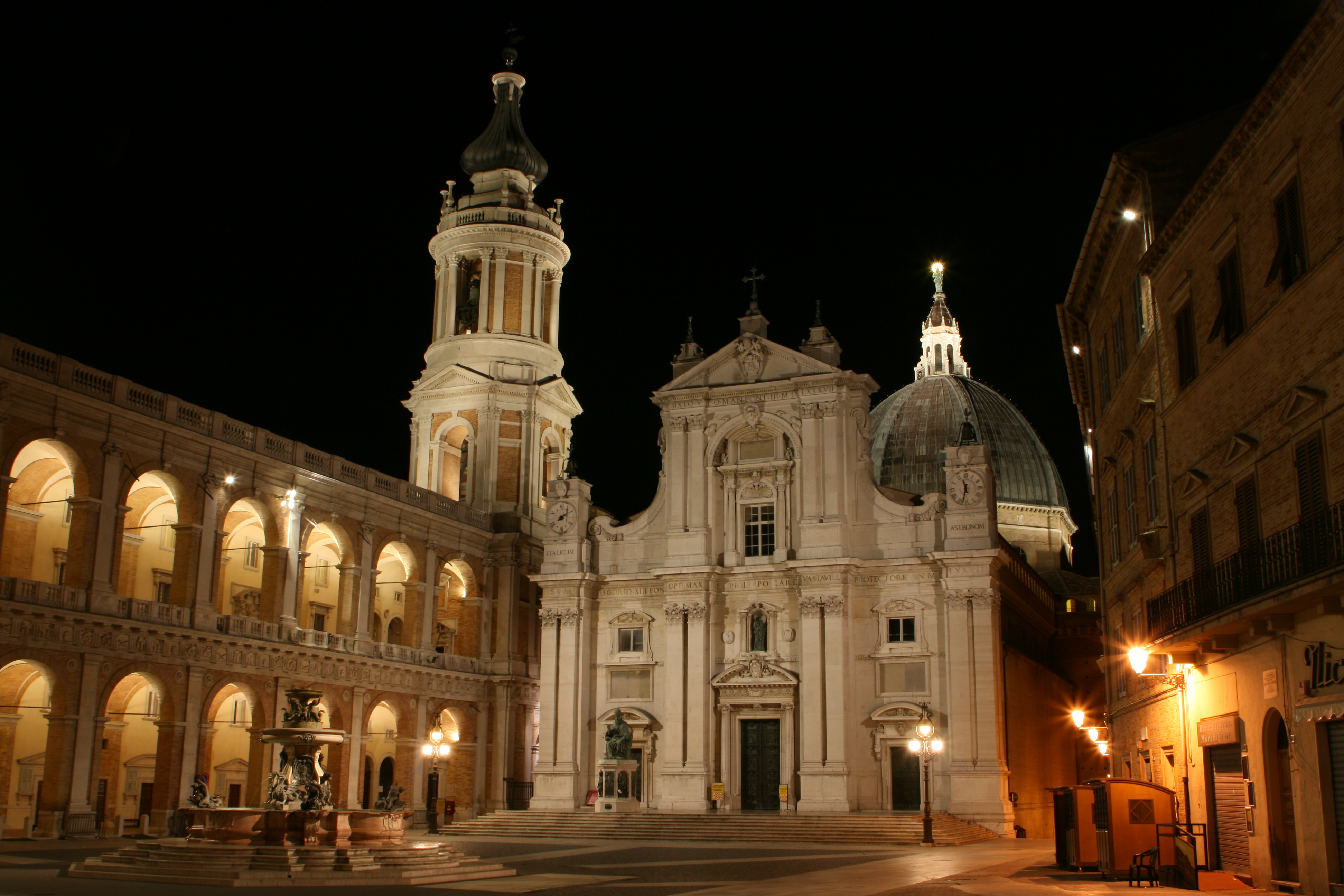
Basilika illuminiert

## Gemeindegliederung
Die Stadtteile von Loreto sind:
- Mura, Costabianca, Grotte, Stazione, Villa, Pozzo, Piana, Monte, Ponte.

Die Ortsteile von Loreto sind:
- Villa Musone, Villa Costantina, Stazione, Villa Berghigna, Costabianca, Grotte.

## Europäisches Jugendtreffen
Papst Benedikt XVI. lud die Jugend im Oktober 2006 während der Generalaudienz 1. und 2. September 2007 in den italienischen Marienwallfahrtsort ein. Das Treffen wurde von der italienischen Bischofskonferenz in Zusammenarbeit mit dem päpstlichen Rat für die Laien veranstaltet. Es waren mehr als 400.000 Jugendliche aus ganz Europa gekommen. Bei dem Treffen rief der Papst zum Umwelt- und Klimaschutz auf. Loreto galt als Start für den XXIII. Weltjugendtag in Sydney (Australien), der im Sommer 2008 stattfand.

## Politik

### Bürgermeister
Bürgermeister der Stadt ist Paolo Niccoletti.

### Städtepartnerschaften
In der Zusammenarbeit „Shrines of Europe“ ist Loreto seit 1996 mit fünf anderen Marienwallfahrtsorten verbunden; 2017 wurde Einsiedeln als siebtes Mitglied aufgenommen. Die Partnerorte sind:
| Deutschland | Altötting (Deutschland)                  |
| Schweiz     | Einsiedeln (Schweiz)                     |
| Portugal    | Fátima (Portugal)                        |
| Frankreich  | Lourdes (Frankreich)                     |
| Österreich  | Mariazell (Österreich)                   |
| Polen       | Tschenstochau (Polen; poln. Częstochowa) |

## Söhne und Töchter der Stadt
- Luigi Flamini (1779–1857), Franziskaner und Generalminister der Franziskaner-Observanten
- Vittorio Duse (1916–2005), Schauspieler und Filmregisseur
- Alice Savoretti (* 1992), Tennisspielerin
- Walid Cheddira (* 1998), marokkanisch-italienischer Fußballspieler

## Belege
1. ↑  Bilancio demografico e popolazione residente per sesso al 31 dicembre 2023. ISTAT. (Bevölkerungsstatistiken des Istituto Nazionale di Statistica, Stand 31. Dezember 2023).